# Nicolaea xorema
Nicolaea xorema is een vlinder uit de familie van de Lycaenidae. De wetenschappelijke naam van de soort werd als Thecla xorema in 1902 gepubliceerd door Schaus.

## Synoniemen
- Nicolaea gagarini Johnson, 1993